# Santiago Garza
Santiago Garza, (24 de mayo de 1979) conocido como Tiago, es un cantante, conductor y actor mexicano. 

## Biografía
Empezó su carrera muy pequeño al adquirir un personaje en el concurso Fantasía Musical un programa de concursos de baile y canto a través de la cadena de televisión Televisa. A la edad de 8 años participa en varios comerciales de TV para la marca de autos General Motors.
Estudio canto con María Sicard, Cesar Franco y Antonio Duque 3 instructores que forman parte importante en el crecimiento vocal de Tiago.
A los 20 años conducía una sección de moda y sociales en el programa Magazine 40 al lado de Julieta Lujambio, Verónica del Castillo. Fue invitado a participar en un cortometraje llamado Mesa para dos.
Continuado con su sueño de cantar Santiago lanza su primera producción discográfica titulada Las rosas con una carrera dentro del Gremio Regional Mexicano del cual destacan los sencillos Mil noches y Quiero verte. Aparte graban un vídeo en donde Angelique Boyer es invitada a participar. "Una Vez a la semana" da título a su segundo disco con el cual lo invitan a cantar en el Foro Sol para dar voces a través del canal Televisa. 
En el año 2009 Santiago Garza junto a la popular intérprete Laura León lanzan un proyecto en cumbia titulado O me cumples o te vas.

## Carrera musical
Santiago Garza en su trayectoria de cantante tiene ya 11 sencillos y 3 discos en los que destacan "Bésame en la boca" y "El no es mejor que yo" escritos por el Ganador del Grammy Latino Fabián Farhat.
Dentro de su discografía hay temas como "Cielito Lindo"  "Tengo mucho que aprender de ti", "Love is in the air" y "La cadenita" en 2 versiones, una de ellas latina y otra remixeada en electrónico.
Es aquí donde Santiago Garza empieza a integrarse mucho más al concepto Latino Pop y es en el 2013 donde decide formar parte de Fede & Tiago  junto a Federico Díaz. Esta agrupación cuentan con 6 sencillos en electropop merengue y tintes de rumba flamenca en su primer sencillo Begging for love.
En el 2014 Fede y Tiago lanzaron el tema tributo a Gloria Estefan “Make my heart go”, “lujuria y ternura” tema escrito por el ganador del Grammy Latino Fabián Farhat. Y por estrenarse "Baila Conmigo" de Fabián Farhat. Disfruta la vida, tema y vídeo grabado en la ciudad de Nueva York en octubre de 2014 junto al dueto Charlie Y Enrique. 
Con el dueto Fede y Tiago lazaron un sencillo Si ella pide un beso producido por Bladimir Companioni y Andres Arss.
En el mundo cinematográfico personifico a Andy un piloto aviador en Ruta 35 en una serie del canal de televisión Univision y Venevisión.
En abril del 2018 regresa dando una nueva dirección musical con su lanzamiento oficial del nuevo sencillo "dame más" disponible en las plataformas digitales. 
Santiago Garza actualmente radica en Miami, Estados Unidos. Lleva los últimos 4 años trabajando en su nuevo material discográfico.
Dame más es como se titula el sencillo escrito por Santiago Garza. El cual fue creado en Miami por productores como Will Datelma, A2F studios, Javier Lakambra, y por músicos nominados y galardonados por la academia de los Grammys Latino. A su vez este tema fue masterizado en NYC por Chris Gehringer en Sterling Studios. Reconocido ingeniero musical que ha trabajado con artistas como Rihanna y Justin Bieber. Este sencillo se encuentra disponible en todas las tiendas digitales, emisoras de radio en USA y varios países latinos, con una amplia proyección en plataformas digitales, FM y televisoras como Telemundo, Univision, Mega TV.

## Trayectoria
- 1996 Participación en el programa "Fantasía Musical"
- 1997 Campaña para RIMBROS y GM como imagen principal
- 1998 Comercial de TV para Chocolates NESTLE, COCA-COLA
- 1998 Imagen junior para Palacio de Hierro
- 1999 Show en premios TVyNovelas opening con Ludwica Paleta (show bailando)
- 2000 Conducción en el programa Magazine 40
- 2001 Lanzamiento primer disco Las Rosas
- 2003 Conducción en Bandamax, “Especial Navidad Foro Sol”
- 2004 Show Foro Sol México Duelo de Bandas
- 2005 Lanzamiento 2do disco Una vez a la Semana
- 2006 Show Estelar Monterrey México
- 2009 Show latino Las Vegas NV, Show Piel de Estrellas Televisa.
- 2009 Show Navidad Televisa México.
- 2010 Dueto sencillo con la actriz y cantante Laura León “O me cumples o te vas”  Rubik Music Inc.
- 2011 Sencillo a dueto Banda Libertad “No tardes más”
- 2011 Presentación especial programa HOY Televisa México, Show Acapulco en pro Guerrero.
- 2011 Show TELEVISA “Es de noche y ya llegué”
- 2012 Invitado especial a cantar en 12 corazones TELEMUNDO
- 2012 Sencillo: La cadenita / La Sonora dinamita.
- 2012 Sencillo “Besame en la boca” y “El no es mejor que yo” escrita por Fabián Farhat.
- 2013 Show en las Vegas Nevada y Chicago Illinois.
- 2013 Lanzamiento mundial del Tema Begging for love a dueto con Federico Díaz grupo Fede y Tiago
- 2014 “Lujuria y ternura” a dueto con Federico Díaz.

### Participación en Televisión
- Mujer de madera (2001) - Participación Especial
- Mesa para dos (2002-203) - Cortometraje
- Bajo las riendas del amor (2004) - Participación Especial
- La Rosa de Guadalupe (2006-207)

### Teatro
- Aida (2004) - Radames
- Cenicienta (2005) - Protagónico